# کوشکی سفلی
کوشکی سفلی روستایی است از توابع شهرستان بروجرد در استان لرستان. این روستا در دهستان اشترینان در بخش اشترینان این شهرستان قرار دارد.

## جمعیت
بنابر سرشماری مرکز آمار ایران، جمعیت کوشکی پائین در سال ۱۳۸۵ برابر با ۳۶۸ نفر بوده‌است که از این میان ۱۷۶ نفر مرد و بقیه زن بوده‌اند. این روستا ۸۶ خانوار دارد.